# Delbert Ray Fulkerson
Delbert Ray Fulkerson (14 de agosto de 1924 — 10 de janeiro de 1976) foi um matemático estadunidense.
Sua contribuição mais conhecida foi o desenvolvimento do algoritmo de Ford-Fulkerson, um dos mais usados algoritmos para o cálculo do fluxo máximo em uma rede de fluxos.
Fulkerson obteve em 1951 o doutorado na Universidade do Wisconsin-Madison. Em 1956 publicou em parceria com Lester Randolph Ford junior o algoritmo de Ford-Fulkerson. Em seu nome é denominado o Prêmio Fulkerson, que é concedido desde 1979 a cada três anos pela Mathematical Optimization Society juntamente com a American Mathematical Society, por publicações de destaque em matemática discreta.
Pouco antes de morrer Fulkerson esteve próximo de provar a conjectura fraca para grafos perfeitos. Foi antecedido nesta prova por László Lovász. 

## Obras
- L.R. Ford e D.R. Fulkerson: Flows in Networks. Princeton, NJ, Princeton University Press, 1962.